# Coppa del Mondo di parallelo
La Coppa del Mondo di parallelo è un trofeo assegnato annualmente dalla Federazione internazionale sci e snowboard (FIS), a partire dalla stagione 1994/1995, allo snowboarder ed alla snowboarder che hanno ottenuto il punteggio complessivo più alto nelle gare di slalom parallelo e slalom gigante parallelo del circuito della Coppa del Mondo di snowboard.
Per le due specialità vengono inoltre assegnate due coppe distinte, una per il gigante parallelo e una per lo slalom parallelo.

## Albo d'oro
| Stagione  | Uomini                 | Uomini        | Donne                          | Donne       |
| Stagione  | Vincitore              | Nazionale     | Vincitrice                     | Nazionale   |
| --------- | ---------------------- | ------------- | ------------------------------ | ----------- |
| 1994/1995 | Mike Jacoby            | Stati Uniti   | Marion Posch                   | Italia      |
| 1995/1996 | non assegnata          | -             | non assegnata                  | -           |
| 1996/1997 | non assegnata          | -             | non assegnata                  | -           |
| 1997/1998 | non assegnata          | -             | non assegnata                  | -           |
| 1998/1999 | non assegnata          | -             | non assegnata                  | -           |
| 1999/2000 | Mathieu Bozzetto       | Francia       | Isabelle Blanc                 | Francia     |
| 2000/2001 | non assegnata          | -             | non assegnata                  | -           |
| 2001/2002 | Mathieu Bozzetto       | Francia       | Ursula Bruhin                  | Svizzera    |
| 2002/2003 | Mathieu Bozzetto (3)   | Francia       | Ursula Bruhin (2)              | Svizzera    |
| 2003/2004 | Siegfried Grabner      | Austria       | Daniela Meuli                  | Svizzera    |
| 2004/2005 | Philipp Schoch         | Svizzera      | Daniela Meuli                  | Svizzera    |
| 2005/2006 | Simon Schoch           | Svizzera      | Daniela Meuli (3)              | Svizzera    |
| 2006/2007 | Simon Schoch (2)       | Svizzera      | Doresia Krings                 | Austria     |
| 2007/2008 | Benjamin Karl          | Austria       | Nicolien Sauerbreij            | Paesi Bassi |
| 2008/2009 | Siegfried Grabner (2)  | Austria       | Amelie Kober                   | Germania    |
| 2009/2010 | Benjamin Karl          | Austria       | Nicolien Sauerbreij (2)        | Paesi Bassi |
| 2010/2011 | Benjamin Karl          | Austria       | Ekaterina Tudegeševa           | Russia      |
| 2011/2012 | Andreas Prommegger     | Austria       | Patrizia Kummer                | Svizzera    |
| 2012/2013 | Andreas Prommegger     | Austria       | Patrizia Kummer                | Svizzera    |
| 2013/2014 | Lukas Mathies          | Austria       | Patrizia Kummer (3)            | Svizzera    |
| 2014/2015 | Žan Košir              | Slovenia      | Julie Zogg                     | Svizzera    |
| 2015/2016 | Radoslav Jankov        | Bulgaria      | Ester Ledecká                  | Rep. Ceca   |
| 2016/2017 | Andreas Prommegger (3) | Austria       | Ester Ledecká                  | Rep. Ceca   |
| 2017/2018 | Nevin Galmarini        | Svizzera      | Ester Ledecká                  | Rep. Ceca   |
| 2018/2019 | Andrej Sobolev         | Russia        | Ester Ledecká (4)              | Rep. Ceca   |
| 2019/2020 | Roland Fischnaller     | Italia        | Ramona Theresia Hofmeister     | Germania    |
| 2020/2021 | Aaron March            | Italia        | Ramona Theresia Hofmeister     | Germania    |
| 2021/2022 | Lee Sang-ho            | Corea del Sud | Ramona Theresia Hofmeister     | Germania    |
| 2022/2023 | Fabian Obmann          | Austria       | Julie Zogg (2)                 | Svizzera    |
| 2023/2024 | Benjamin Karl (4)      | Austria       | Ramona Theresia Hofmeister (4) | Germania    |
| 2024/2025 | Maurizio Bormolini     | Italia        | Tsubaki Miki                   | Giappone    |